# 청풍김씨 열녀비
청풍김씨 열녀비(淸風金氏 烈女碑)는 대한민국 경기도 파주시 월롱면 능산리에 있다. 조중협의 처 청풍김씨의 효행과 부덕, 정절을 기리기 위해 건립하였다. 1986년 4월 17일 파주시의 향토문화유산 제7호로 지정되었다.

## 개요
청풍김씨열녀비(淸風金氏烈女碑)는 사헌부지평에 증직된 조중협(趙重協)의 처청풍김씨의 효행과 부덕 그리고 정절을 기리기 위해 세운 비이다. 
청풍김씨는 김흥노(金興魯)의 딸로 일찍이 조씨가문에 출가하여 지극한 정성으로 시부모를 봉양하고 남편을 내조하여 효부·열녀로서 타의 모범이 되었다. 정조 21년(1797) 2월 22일 남편인 조중협이 죽자 대소상을 마치는 날 저녁 끓는 물을 몸에 붓고 남편을 따라 순절했다. 이에 순조 10년(1810) 조정에서는 열녀정려를 내리고 남편에게 사헌부지평을 증직하여 열부의 사표로 삼았다. 
비의앞면은 “烈女贈司憲府持平趙重協妻宜人淸風金氏之閭崇禎紀元後三庚年七月日命旌”이라 쓰여 있다. 비의 재료는 화강암으로 규모는 높이 120cm, 너비57cm, 두께 20cm이며 화강암 장대석으로 기단을 만들고 비 주위는 보호책을 둘러놓았다.